# Stelling Minnis
Stelling Minnis is een civil parish in het bestuurlijke gebied Folkestone & Hythe, in het Engelse graafschap Kent.
In Stelling Minnis staat een achtkantige molen uit 1866, Davison's Mill genoemd, die tot 1970 commercieel werd geëxploiteerd. De molen is een beschermd monument.

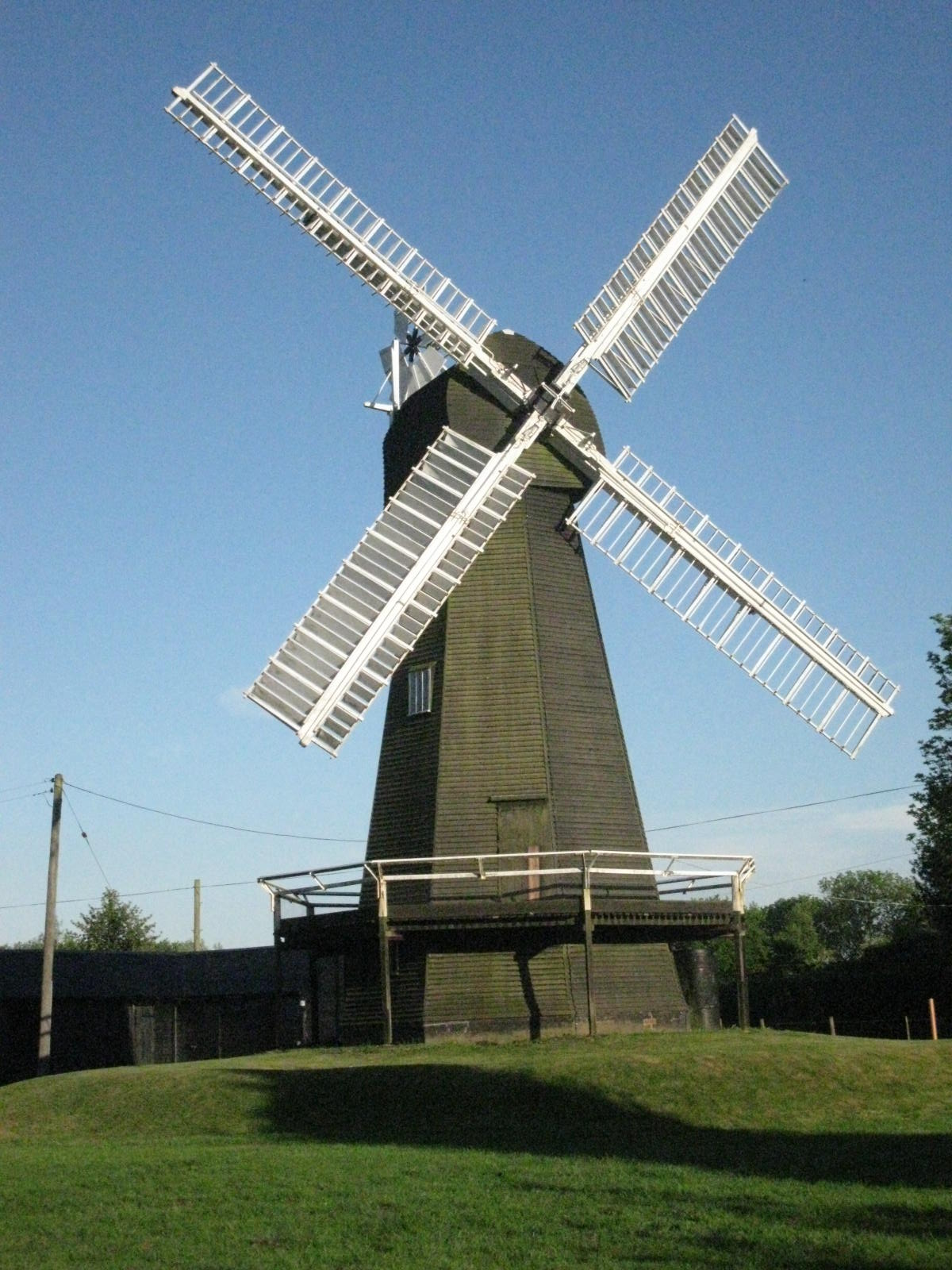
Davison's Mill

De kerk, St Mary's Church, eveneens een beschermd monument, dateert uit de 13e eeuw.